# Linha de castelos do Mondego
Linha de castelos do Mondego foi uma linha de fortalezas usadas durante a reconquista cristã do território português com intuitos defensivos. Estes castelos encontravam-se posicionados ao longo do vale do Rio Mondego e de alguns dos seus afluentes. Atualmente os castelos existentes são os de Lousã, Montemor-o-Velho, Penela, Pombal e Soure.